# توماس فيتزباتريك
توماس فيتزباتريك (بالإنجليزية: Thomas J. Fitzpatrick (Cavan politician))‏ (و. 1918 – 2006 م)هو سياسي من جمهورية أيرلندا . ولد في مقاطعة موناغان .

## التعليم
تعلم في جامعة كلية دبلن.